# Депресивний синдром
Депреси́вний синдро́м (депре́сія) (від лат. depressio — пригніченість) — психопатологічний синдром, який характеризується тріадою симптомів:
- знижений настрій за типом гіпотимії,
- загальмована інтелектуальна діяльність (брадипсихія),
- рухова загальмованість.

Для депресивного синдрому також характерні: утиск інстинктивної діяльності (зниження апетиту аж до анорексії, сексуальності, самозахисних тенденцій із появою суїцидних думок і дій), занижена відворотність із концентрацією уваги на своїх сутужних переживаннях, занижена оцінка власної особистості (аж до маревних ідей самозневаги та самозвинувачення).
Найчастіше депресивний синдром спостерігають при біполярному афективному розладі.
Інтенсивність симптомів, що входять до структури депресивного синдрому може бути різною, змінюватися в окремого хворого залежно від стадії розвитку депресивної фази в межах біполярного афективного розладу.
Депресивний розлад може виникати у дітей 6-річного віку. При цьому застосовують ті ж діагностичні критерії, що й у дорослих. Для цих хворих характерна значна спадкова обтяженість психічними захворюваннями. У 70 % хворих матері мають депресивний розлад у чистому вигляді або обтяжений супутніми психічними розладами. Батьки таких хворих частіше хворіють на алкоголізм і токсикоманію.

## Перебіг депресивного синдрому
Розрізняють кілька варіантів перебігу депресивного синдрому.
- Проста (меланхолійна) депресія — класична тріада депресивного синдрому без марення;
- Іпохондрійна депресія — депресія з афективним іпохондрійним маренням;
- Маревна депресія («синдром Котара») — депресія з нігілістським маренням (хворі стверджують, що в них відсутні один або кілька внутрішніх органів, будь-яка частина організму) чи маренням власної негативної виключності (хворі стверджують, що вони найстрашніші, невиправні злочинці, будуть жити вічно та вічно страждати);
- Ажитована (тривожна) депресія характеризується відсутністю чи слабким виявленням рухової загальмованості, наявністю поряд з афектом смутку яскраво виявленого афекту тривоги,
- Анестетична депресія характеризується наявністю явищ хворобливої психічної нечутливості (anaesthesia psychica dolorosa), коли хворі стверджують, що цілком утратили здатність любити близьких, природу, музику, втратили взагалі всі людські почуття, стали абсолютно нечутливими, і ця втрата глибоко переживається як гострий душевний біль;
- Депресивно-параноїдний варіант включає до психопатичної структури депресивного синдрому гетерогенне марення особливого значення, переслідування, ставлення;
- Анксіозна депресія перебігає з виявленим афектом страху;
- Дисфорійна депресія характеризується наявністю в емоційній сфері виявленої дисфорії — протікає зі злуванням, хмурістю, дратівливістю, почуттям неприязні до оточення;
- Ступорозна депресія — депресія з виявленою інтелектуальною та руховою загальмованістю, що досягає ступора.

Окрім біполярного афективного розладу, депресивний синдром спостерігають у хворих на інфекційні, токсичні, органічні та інші психози, шизофренію.